# پاتریک دیپلر
پاتریک آندره یوجین ژوزف دیپلر (فرانسوی: Patrick André Eugène Joseph Depailler‎؛ زادهٔ ۹ اوت ۱۹۴۴ در کلرمون-فران، درگذشتهٔ ۱ اوت ۱۹۸۰ در هوکنهایم) رانندهٔ مسابقات اتومبیل‌رانی اهل فرانسه بود که در فصل ۱۹۷۲، و دوباره از فصل ۱۹۷۴ تا ۱۹۸۰ در مجموع در ۹۵ گراند پری از مسابقات جهانی فرمول یک شرکت کرد.
او در طول دوران فعالیت خود در فرمول یک، ۱ بار مسابقه را از پول پوزیشن آغاز کرد و در ۴ مسابقه موفق شد سریع‌ترین زمان طی یک دور پیست را به نام خود ثبت کند. او در این مسابقات ۱۹ بار بر روی سکو رفت، مجموعاً ۲ بار به پیروزی دست یافت و ۱۳۹ (۱۴۱) امتیاز را به نام خود به‌ثبت رساند.
دیپلر در ۱ اوت ۱۹۸۰ بر اثر تصادف رانندگی در مرحلهٔ آزمون و وارد شدن صدمه شدید به سر در هوکنهایم درگذشت....